# Knock Me Down
«Knock Me Down» es una canción lanzada en sencillo de la banda californiana Red Hot Chili Peppers, que forma parte del álbum Mother's Milk, el cual fue lanzado en 1989.
Anthony Kiedis y John Frusciante cantan toda la canción simultáneamente, pero se remezcló con la voz de John más fuerte que la de Anthony, se agregaron guitarras y se editó, cortando partes para darle una nueva forma. La versión original, más larga que la del sencillo y del álbum, forma parte de los bonus tracks de la versión remasterizada de 2003 del álbum Mother's Milk.
Esta canción está dedicada a Hillel Slovak, igual que My Lovely Man del álbum Blood Sugar Sex Magik.
Ha aparecido también en el videojuego Guitar Hero on Tour, para Nintendo DS.

## Versiones
Sencillo en CD (1989)
- «Knock Me Down» – 3:44
- «Millionaires Against Hunger» (Previously Unreleased) – 3:28
- «Fire» – 2:03

CD versión 2 (1989)
- «Knock Me Down» – 3:44
- «Punk Rock Classic» – 1:47
- «Magic Johnson» – 2:57
- «Special Secret Song Inside» – 3:16

Sencillo 7" (1989)
- «Knock Me Down» – 3:44
- «Punk Rock Classic» – 1:47
- «Pretty Little Ditty» – 1:37

7" versión 2 (1989)
- «Knock Me Down» – 3:44
- «Punk Rock Classic» – 1:47
- «Pretty Little Ditty» – 1:37

7" versión 3 (1989)
- «Knock Me Down» – 3:44
- «Show Me Your Soul» (Previously Unreleased) – 4:22

7" versión 4 (1989)
- «Knock Me Down» – 3:44
- «Punk Rock Classic» – 1:47
- «Magic Johnson» – 2:57
- «Special Secret Song Inside» – 3:16

Sencillo 12" (1989)
- «Knock Me Down» – 3:44
- «Millionaires Against Hunger» (Previously Unreleased) – 3:28
- «Fire» – 2:03
- «Punk Rock Classic» – 1:47

- Datos: Q2337263